# 安江仙弘
安江 仙弘（やすえ のりひろ、1888年〈明治21年〉1月12日 - 1950年〈昭和25年〉8月14日）は、日本陸軍の軍人。陸士21期。最終階級は陸軍大佐。帝国陸軍におけるユダヤ問題の専門家として知られる。

## 経歴

### シベリア出兵に従軍
旧松本藩士・台湾総督府官吏、安江仙政の長男として現在の秋田県秋田市中通4丁目で生まれた。安江が生まれた家は、平田篤胤の生家であった。
京華中学校、陸軍中央幼年学校予科（のちの東京陸軍幼年学校）、陸軍中央幼年学校を経て、1909年5月、陸軍士官学校（21期、同期には石原莞爾（陸軍中将）、樋口季一郎（陸軍中将）がいる）を卒業し、陸軍歩兵将校となった。
1918年、シベリア出兵に出征し、シベリアでグリゴリー・セミョーノフなど白衛軍の将校と接しているうちに、『シオン賢者の議定書』という反ユダヤ主義の古典の存在を知り、日本に帰国後同書を翻訳。1924年、包荒子のペンネームで『世界革命之裏面』という本の中で初めてこの本の全文を日本に紹介した。忠君愛国の精神で育った安江らにとって、ロシアの君主制の短期間の崩壊は驚愕であり、それを「合理的に」説明する理由が必要だったのである。既に『シオン賢者の議定書』については偽書説が出ていたが、このときは検討を加えた上で、真物であることは疑いの余地がないとしている。

### ユダヤ問題への関心
反ユダヤ研究によって、安江は陸軍からユダヤ問題の専門家と認められ、1927年陸軍の命で、酒井勝軍を英語通訳として伴い、パレスチナやエジプトから欧州を視察したが、このとき反ユダヤ文書による観念的なユダヤ人理解の誤りを悟った。酒井勝軍は「ユダヤ問題座談会」で、「包荒子はパレスチナを見てから思想に変化を生じ、『世界革命之裏面』の如き書物はもう古くてだめだと言い漏らした」としている。元々愛国心の強かった安江は、亡国のユダヤ流民の惨状に同情し、急速に親ユダヤ的傾向が強まる。ユダヤ人に対して友好的態度がありながら一方でユダヤ人の危険性を論じるのは、当時の陸軍の「ユダヤ通」に広く見られる特徴であった。
帝国在郷軍人会本部の依頼で書かれた『猶太の人々』（1934）の結論には、帰国後の安江のユダヤ観がこう披瀝されている。「猶太人の一人々々を観れば、数千萬の猶太人が一人残らず、革命運動に参画して居るのでもなく、又皆一様に大財閥である訳でもない。多くの猶太人の中には、之を分類すると色々の種類がある。例へば、繪で見る基督のやうな、昔ながらの服装をして、『猶太の泣壁』に朝夕集り、救世主の降臨を祈り、全く現代とかけ離れて、猶太教のみに没頭して居る宗教的猶太人がある。又一方にシオニストとして、パーレスタインの猶太國建設のみに熱中して居る猶太人があるかと思へば、又他方には國境を超越して、世界を舞臺として活躍するインターナシヨナルな猶太人もある。更にシオニズムによつて一般に覚醒されたとはいひながら、シオン運動には無関心に自己の商売のみに熱中している猶太人もある。即ち猶太人であるからといふて、誰も彼も危険視すべきではない。我が國に取つて有害な人物もあれば、無害な善良な人もある」。

### 満州国とユダヤ人対策
1935年2月、ハルビンで極東ユダヤ人会議の議長カウフマン博士及び幹部たちとの協議の結果、日本民族とユダヤ民族間の親善実行団体として「世界民族文化協会」を創立し、医学博士の磯部検三を顧問とし、また自ら会長となって、安江は、在満ユダヤ人の保護に尽力し、また回教徒や白系ロシア人にも助力した。
要綱内容の下敷きになったのは、1938年（昭和13年）1月21日付で関東軍司令部で策定された「現下ニ於ケル対猶太民族施策要領」であり、そこには「満州国開発に際し外資導入に専念するの余り、猶太資金を迎合的に投下せしむるが如き態度は厳に之を抑制す」とあるように、経済界には投資のうま味があることをほのめかし、軍部には米国資本が投入されれば対米関係の打破にもなることを匂わせ、政府を説得するために、「八紘一宇の我大精神」という錦の御旗を掲げる玉虫色の「要領」だった。
河豚計画を海軍の犬塚惟重と共に構想したことから、安江は犬塚と並べて理解されることが多いが、犬塚と安江を同列に論じることはできないともいわれる。秦郁彦は犬塚のユダヤ人論も安江と同様な形で変わっていったとするものの、犬塚は、1938年10月の講演で、「猶太人ノ咽喉ヲ扼シ徹底的ニ之ヲ圧服スルヲ要ス即チ日本側カ厳然実力ヲ振ヒ得ル今日確固タル自身ト強烈ナル意気込トヲ以テ彼等ヲ牽制圧服シ我國ニ依存スルノ必須ナル所以ヲ了解セシメ他面其馴致工作ヲ実施スルヲ適当トス」と述べる等、少なくとも公に語るときは一方的なユダヤ利用論者であった。
戦前の日本政府の最高意思決定機関であった五相会議で、「猶太人対策要綱」が策定されたのも、安江が当時の陸軍大臣・板垣征四郎に働きかけがあったためである。この要綱の成立過程に関する安江の役割については、これまで長男・弘夫の証言だけで資料的裏付けがなかったが、関根真保が京都大学に提出した学位請求論文の公開『日本占領下の上海ユダヤ人ゲットー』（2010）のなかで、「満鉄外國経済調査係ニ課スル研究問題」（1938年10月27日）という資料のなかに、満鉄側のメモ「本件ハ安江氏ノ私案ナリ」という記述を発見したことが報告され、この資料のなかに「猶太人対策要綱」の内容が網羅されていることから、安江弘夫の証言の正しさが立証された。
犬塚・安江らの働きかけで決定された「猶太人対策要綱」には、「猶太人を積極的に日、満、支に招致するが如きは之を避く、但し資本家、技術家の如き特に利用価値のあるものはこの限りにあらず」とあり、功利主義的な面ばかりから論じられているが、犬塚・安江の二人を比べたとき、歴史家の秦郁彦は犬塚は利用論の理由付けが露骨すぎたと評している。日独伊三国軍事同盟が締結され、続いて日本が対米英戦（太平洋戦争）に突入すると、ユダヤ人を利用した満州への資本導入や対米世論の改善策が論外となり、軍部にとって次第に安江の存在は目障りになり、憲兵隊の尾行がつくようになった。日本政府は要綱の裏で1938年10月7日の外務大臣訓令『猶太避難民ノ入国ニ関スル件』（米三機密合1447号）によりユダヤ難民の受け入れ制限を実施していた。

### 予備役編入と最期
1940年12月、陸軍大佐として大連特務機関長を務めていた安江は予備役に編入された。
軍中央部の方針と安江の意見が合わず、陸相・東条英機によって予備役に編入されたという説もある。しかし安江が陸軍大学校を卒業していない「無天組」であったことを考慮すると、陸軍大佐での予備役編入は通常の人事である。なお安江と陸士21期の同期生であり、陸大を卒業した「天保銭組」である石原莞爾と樋口季一郎は、この時点で共に陸軍中将に進級していた。
陸軍を退いた安江は南満州鉄道に移り、1941年1月に満鉄安江機関長に就任し、1945年8月の敗戦で満州国と満鉄が消滅するまでその任にあった。
安江が手がけた最後の仕事は、中国国民党政府への和平工作であり、敗戦の日の8月15日、国民党政府高官から「話合いに応じる」旨返書があった。安江は、長男・弘夫を書斎に呼び、「おれがこれだけの事をやったということをお前だけでも覚えておいてくれ」と述べ、「日本をこのようにしてしまったのは、我々年配の者達の責任だ。俺はその責任を取る。ソ連が入って来たら拘引されるだろう。俺は逃げも隠れもしない」 と言い残した。
安江は1945年8月23日に大連でソ連軍に逮捕され、1950年8月14日にハバロフスク収容所で病死した。満62歳没。

### 戦後
戦後、日本でゲームのソフトや機器の会社「タイトー」を創立したロシア系ユダヤ人、ミハイル・コーガンは、戦前満州に在住していた時代にユダヤ人保護のために奔走した安江に深い恩義を感じていた。コーガンは安江がハバロフスクの捕虜収容所で亡くなった後も葬儀が挙げられていないことを憂慮し、1954年、「在日ユダヤ協会で一切の費用を持つから好きなようにやって下さい」 と申し出ている。
『シオン賢者の議定書』の翻訳を根に持ち安江を嫌っていたユダヤ学者、アブラハム・小辻でさえ、その回想録『東京からエルサレムへ』（1975）において、「大連特務機関は、安江大佐によって率いられていた。満州の事業に親しみを寄せるユダヤ人たちは、安江に恩義を感じ、実際安江が多くの点でユダヤ人を助力したのはまったくの真実である」 と認めている。
安江の葬儀には、イスラエル公使やユダヤ人協会会長も出席し、在満時代のユダヤ人保護への尽力に謝意を示した。満州ユダヤ人社会の指導者であったアブラハム・カウフマン博士は、安江に信頼を寄せ、その回想録『キャンプの医師』（Camp Doctor, 1973）には、敗戦後同じくシベリアの強制収容所に捕らわれていた日本の軍民に同情の念はあっても、日本人への怨嗟の言葉一つなかった。そのため、カウフマンは、ユダヤ人社会から「対日協力者」のレッテルが貼られ疎外されたが、それも意に介さなかった。

## 栄典
- 1910年（明治43年）2月21日 - 正八位[15]

## 著書

### 単著
- 『猶太国を視る』織田書店、1930年12月18日。 NCID BA80812634。全国書誌番号: NDLJP:1215509。
- 『革命運動を暴く ユダヤの地を踏みて』章華社、1931年12月10日。 NCID BA31556425。全国書誌番号:47011298 NDLJP:1259291。
  - 『革命運動を暴く ユダヤの地を踏みて』（3版）章華社、1932年2月1日。全国書誌番号:48008768 NDLJP:2386512 NDLJP:2389285。
- 『ユダヤ民族の世界支配？』古今書院、1933年10月18日。 NCID BN16070044。全国書誌番号:47029114 全国書誌番号:48008767 NDLJP:1215575 NDLJP:2386510 NDLJP:2389283。
- 『猶太の人々』軍人会館事業部、1934年9月8日。 NCID BN11567045。全国書誌番号:47029160 全国書誌番号:48006919 NDLJP:1237166 NDLJP:2386613 NDLJP:2389084。
  - 『ユダヤの人々』（増補改訂版）軍人会館出版部〈国際秘密力研究叢書第1冊〉、1937年7月3日。 NCID BN08776513。全国書誌番号:48008772 NDLJP:2386507 NDLJP:2389284。
  - 『ユダヤの人々』（増補改訂版）軍人会館出版部、1937年7月5日。全国書誌番号:46075353 NDLJP:1258253。
  - 『ユダヤの人々』（復刻版）ともはつよし社〈復刻シリーズ 1〉、2015年2月28日。ISBN 9784990808129。 NCID BB18466879。全国書誌番号:22802980。

### 共著
- 安江仙弘、中田重治 著、田中真三郎 編『ユダヤ民族と其動向並此奥義』東洋宣教会ホーリネス教会出版部、1934年11月1日。 NCID BB01481743。全国書誌番号:44004773 NDLJP:1024882。
  - 安江仙弘、中田重治 著、田中真三郎 編『ユダヤ民族と其動向並此奥義』（3版）日本神の国教会、1935年11月10日。全国書誌番号:46034594 NDLJP:1138503。

## 安江仙弘が登場する作品
漫画
- 『虹色のトロツキー』（安彦良和）
- 『木島日記』（大塚英志原作、森美夏画）